# José Antonio Bermúdez Rodríguez
José Antonio Bermúdez Rodríguez (Las Palmas de Gran Canaria, 27 de noviembre de 1927-Santander, 1 de mayo de 2017) fue un jugador y entrenador de fútbol español que desarrolló la mayor parte de su trayectoria deportiva como futbolista en el Racing de Santander y en el Real Jaén Club de Fútbol.

## Biografía
Debutó como profesional en 1945 con el Marino Fútbol Club, equipo grancanario que militaba en tercera división. En 1949 se incorporó al Atlético de Madrid, que lo cedió al Club Atlético Osasuna. En 1950 fichó por el Racing de Santander, club en el que permaneció cinco temporadas. Debutó en primera división el 10 de septiembre de 1950 ante el Club Deportivo Alcoyano y anotó un gol ante el Valencia C.F en la temporada 1951/52.
En 1955 fichó por el Real Jaén Club de Fútbol, equipo con el que esa misma temporada logró el ascenso a primera división. En el Real Jaén permaneció seis temporadas, dos de ellas en primera (1956/57 y 1957/58), anotando 13 goles y jugando 155 partidos.
Durante su última temporada como jugador del Real Jaén (1960/61), actuó también como entrenador. En 1961, una vez retirado como jugador, inició su andadura profesional como entrenador, fichando por el Hércules Club de Fútbol. En el club alicantino permaneció tres temporadas, logrando su mejor resultado en la temporada 1963/64 en la que el equipo disputó la promoción a 1.ª División. Posteriormente entrenó al Real Murcia, Gimnástica de Torrelavega, Alcoyano, Unión Deportiva Salamanca, Racing de Santander, Cultural Leonesa y Club Deportivo Ourense, equipo en el que finalizó su carrera deportiva en 1975.
Bermúdez se afincó en Santander, donde regentó durante décadas un conocida zapatería infantil.
Falleció el 1 de mayo de 2017, a los 89 años de edad.

## Trayectoria

### Jugador
| Equipo                   | País   | Año       |
| ------------------------ | ------ | --------- |
| Marino Fútbol Club       | España | 1945-1949 |
| Club Atlético Osasuna    | España | 1949-1950 |
| Racing de Santander      | España | 1950-1955 |
| Real Jaén Club de Fútbol | España | 1955-1961 |

### Entrenador
| Equipo                    | País   | Año       |
| ------------------------- | ------ | --------- |
| Real Jaén Club de Fútbol  | España | 1960-1961 |
| Hércules Club de Fútbol   | España | 1962-1965 |
| Real Murcia               | España | 1965-1966 |
| Gimnástica de Torrelavega | España | 1966-1968 |
| Club Deportivo Alcoyano   | España | 1968-1969 |
| Unión Deportiva Salamanca | España | 1969-1970 |
| Racing de Santander       | España | 1971-1972 |
| Cultural Leonesa          | España | 1972-1973 |
| Club Deportivo Ourense    | España | 1974-1975 |